# Private Audition
Private Audition è il sesto album discografico in studio del gruppo musicale rock statunitense Heart, pubblicato nel 1982.

## Tracce
1. City's Burning – 4:25
2. Bright Light Girl – 3:22
3. Perfect Stranger – 3:52
4. Private Audition – 3:21
5. Angels – 2:59
6. This Man Is Mine – 3:02
7. The Situation – 4:17
8. Hey Darlin' Darlin' – 4:00
9. One Word – 4:32
10. Fast Times – 4:03
11. America – 2:34

## Gruppo
- Ann Wilson - voce, cori, basso, piano, flauto
- Nancy Wilson - voce, cori, chitarre, piano, tastiere
- Howard Leese - cori, chitarre, tastiere, synth, moog
- Michael Derosier - batteria
- Steve Fossen - basso

## Collaboratori
- Lynn Wilson, tastiere